# 德拉夫什卡波卢地区米克拉夫兹市镇

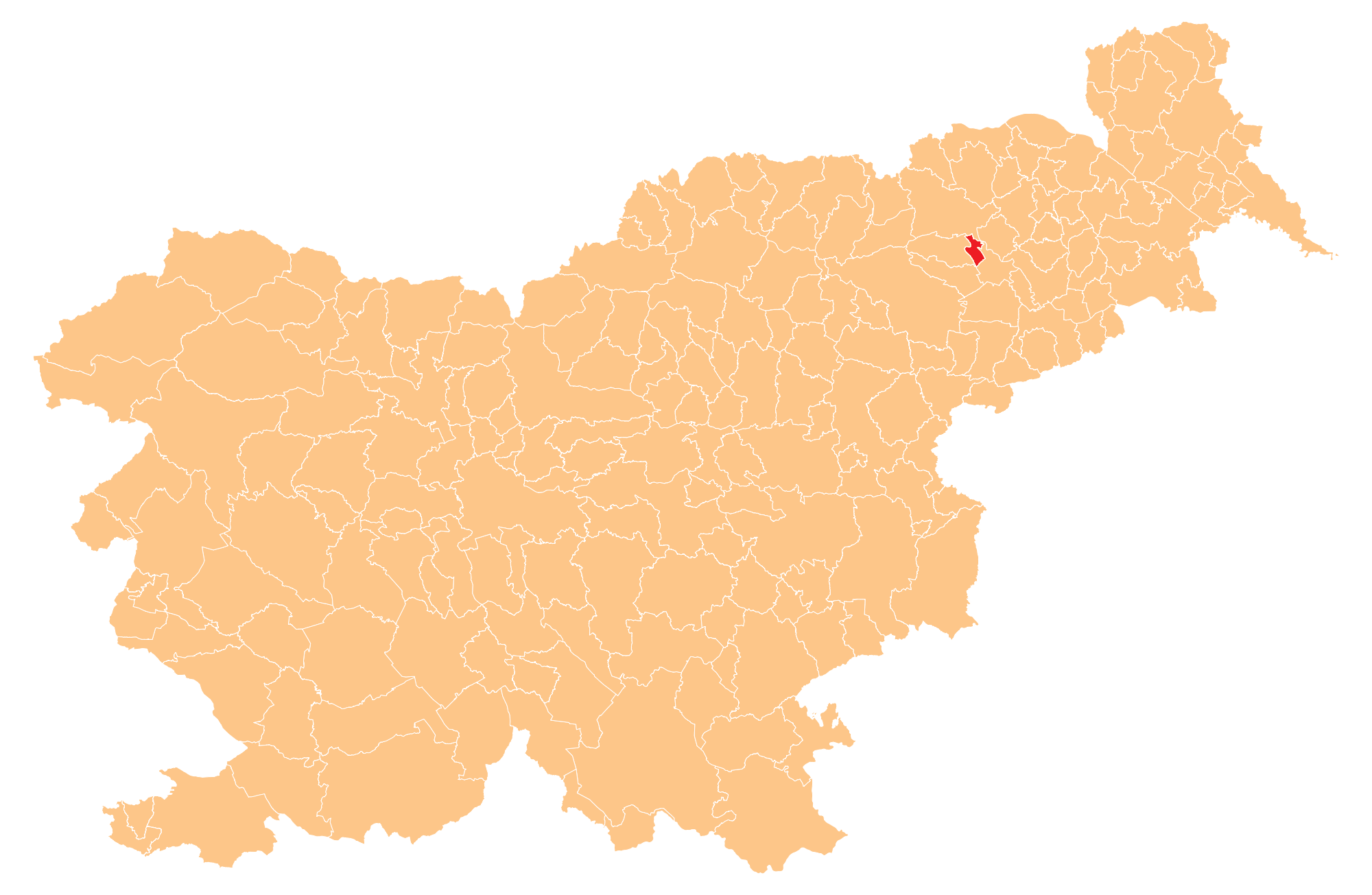
德拉夫什卡波卢地区米克拉夫兹市镇於斯洛維尼亞的位置

德拉夫什卡波卢地区米克拉夫兹市镇是斯洛文尼亞東北部的一個市镇，行政中心為德拉夫什卡波盧地區米克拉夫茲。面積12.5平方公里，2002年人口5,915。

## 外部連結
- 官方网站  （斯洛文尼亚文）
- Municipality of Miklavž na Dravskem Polju on Geopedia （页面存档备份，存于）